# Văn hóa bình dân

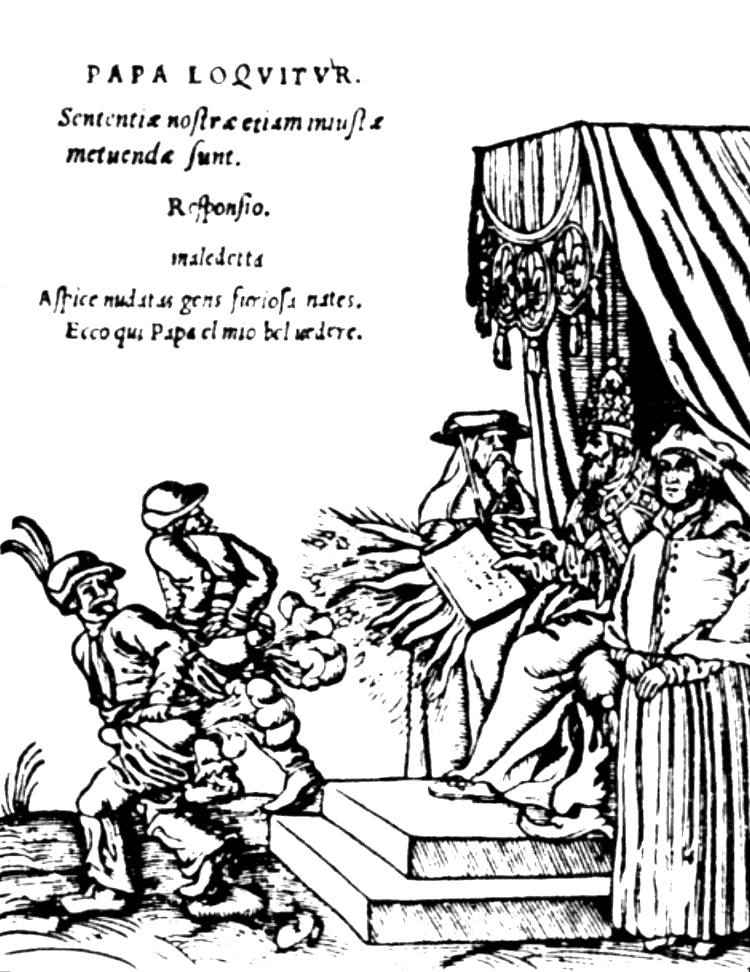
Từ một loạt các bản khắc gỗ (năm 1545) thường chỉ đến Papstspotbilder hoặc Papstspottbilder trong tiếng Đức hoặc Depictions of the Papacy (Phác họa Giáo hoàng) bằng tiếng Anh, của tác giả Lucas Cranach, được Martin Luther đặt mua. Tựa đề: Kissing the Pope's Feet (Hôn lên chân Giáo hoàng) Tá điền người Đức đáp lại tông sắc của Giáo hoàng Phao-lô III. Chú thích đọc là: "The Pope speaks: Our sentences are to be feared, even if unjust. Response: Be damned! Behold, o furious race, our bared buttocks."

Văn hóa bình dân là cụm từ nói giảm nói tránh để chỉ đến các hình thức văn hóa đại chúng thu hút tầng lớp thường dân (hay còn gọi là dân đen). Đối lập với nó là "văn hóa cao cấp". Các nhà lý luận văn hóa từng nói rằng cả văn hóa cao cấp lẫn văn hóa bình dân đều chỉ là tiểu văn hóa mà thôi.

## Văn hóa như một tầng lớp
Nhà xã hội học Herbert Gans người Mỹ gốc Đức phát biểu trong cuốn sách của ông nhan đề Popular Culture and High Culture (Văn hóa đại chúng và Văn hóa cao cấp) rằng, các giai tầng văn hóa khác nhau do đó được liên kết với các tầng lớp kinh tế-xã hội và giáo dục.